# إدغار كاستيلو
إدغار كاستيلو (بالإسبانية: Edgar Castillo Salinas) هو لاعب كرة قدم بوليفي في مركز الوسط، ولد في 17 أبريل 1957. لعب مع نادي بلومينغ.

## وصلات خارجية
- إدغار كاستيلو على موقع عالم كرة القدم.نت (الإنجليزية)